# 福山敏博
福山 敏博（ふくやま としひろ、1950年（昭和25年）9月1日 - ）は、日本の政治家。元大阪府阪南市長（2期）。

## 経歴
大阪府出身。中央大学商学部卒。阪南市役所に入り、事業部長、副市長などを務める。
2008年阪南市長選挙に立候補し、現職を破り、初当選。2012年に再選。2016年落選した。